# Muralla de Tudela de Duero
La Muralla de Tudela de Duero, correspondiente al siglo XIII, está situada en dicho municipio vallisoletano, Castilla y León (España). Actualmente se conservan algunos restos.

## Historia
Se empezó a construir durante el reinado del rey cristiano Alfonso X el Sabio. Las murallas rodeaban totalmente la villa y había dos puertas, una al oeste (para el camino hacia Valladolid) y la otra al este (que daba acceso al puente). De una de esas puertas aún se conservan restos.
Actualmente, y paralelo al río, hay una calle llamada "Paseo de la Muralla".

## Galería

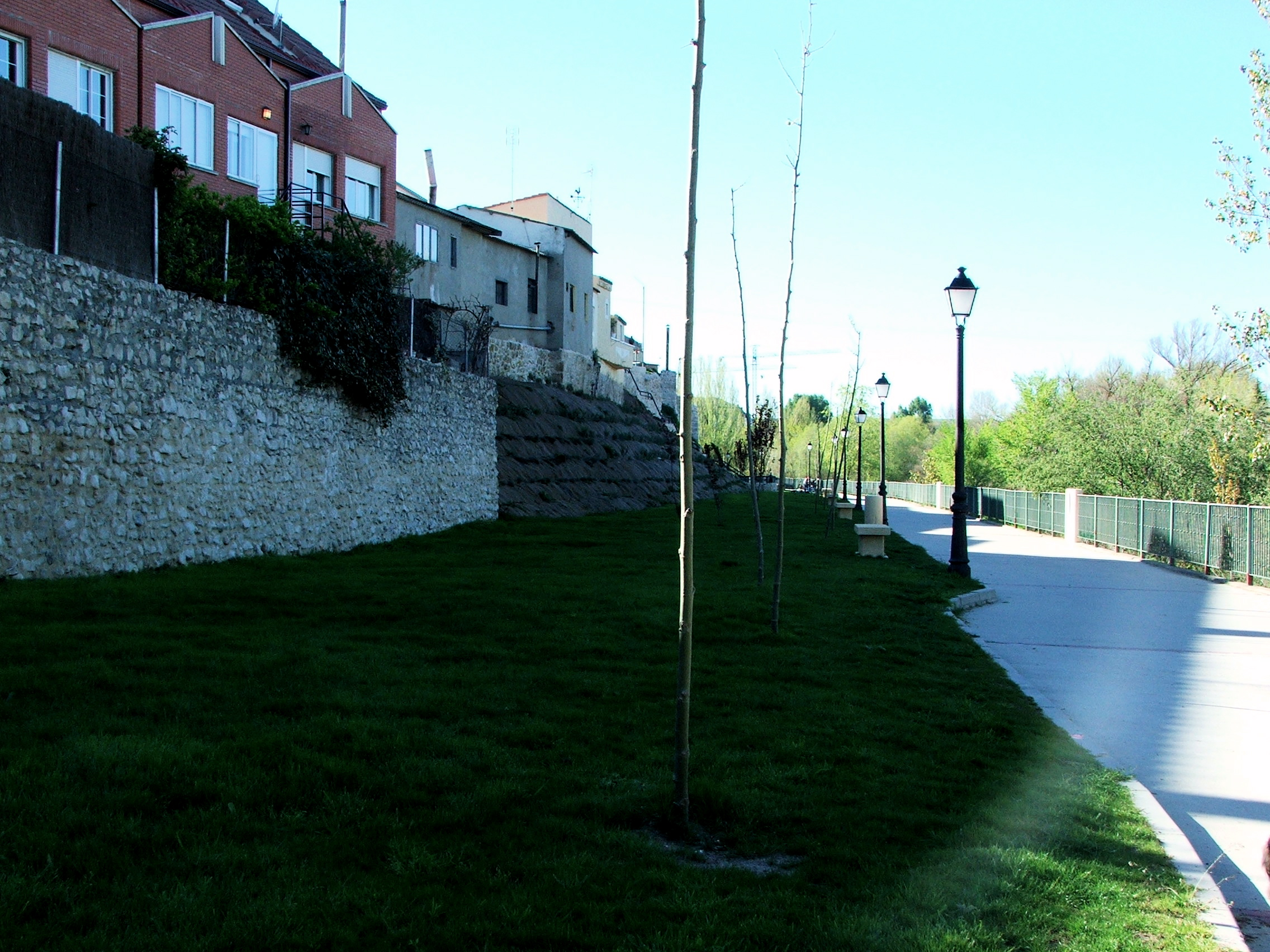
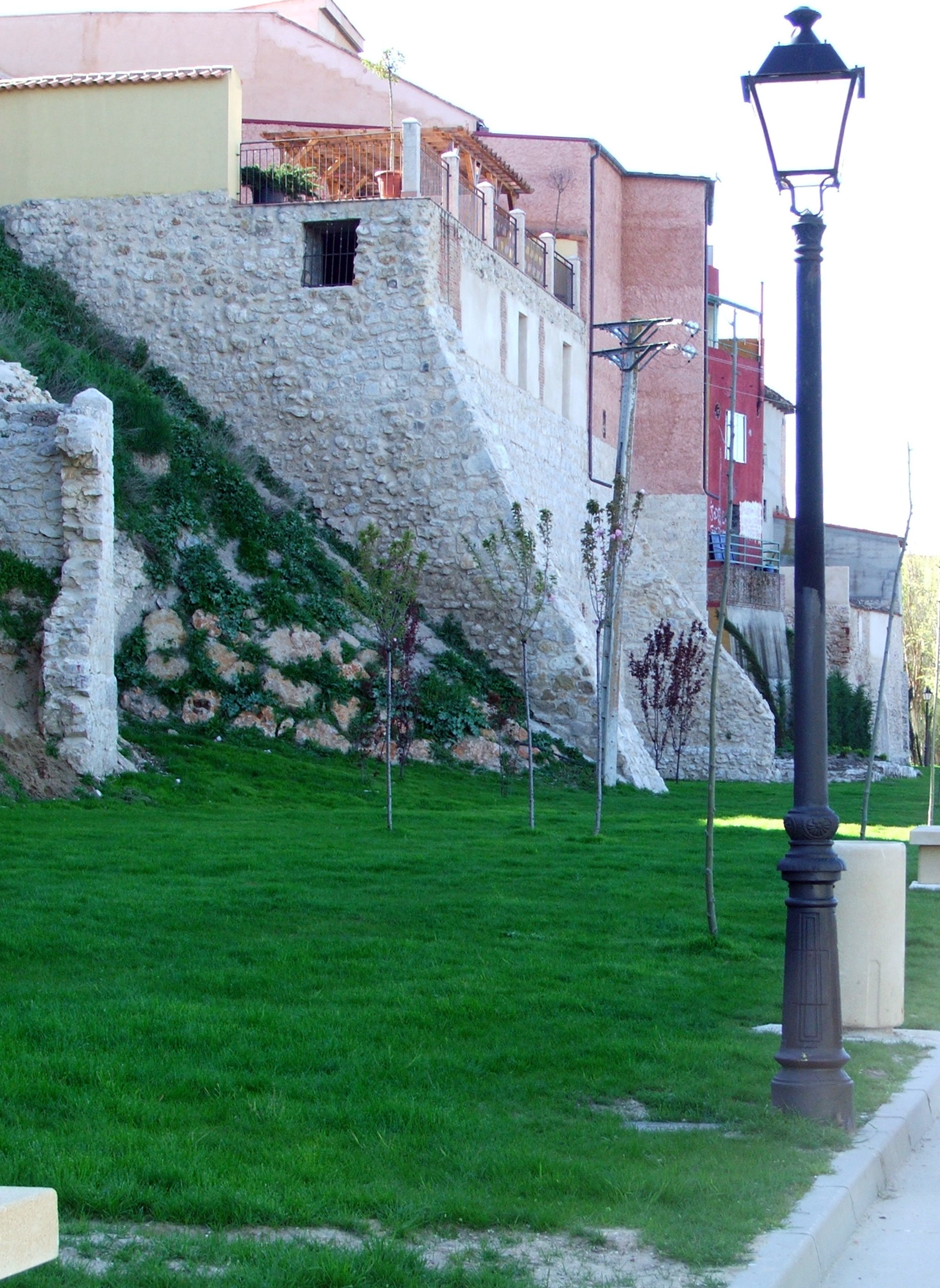
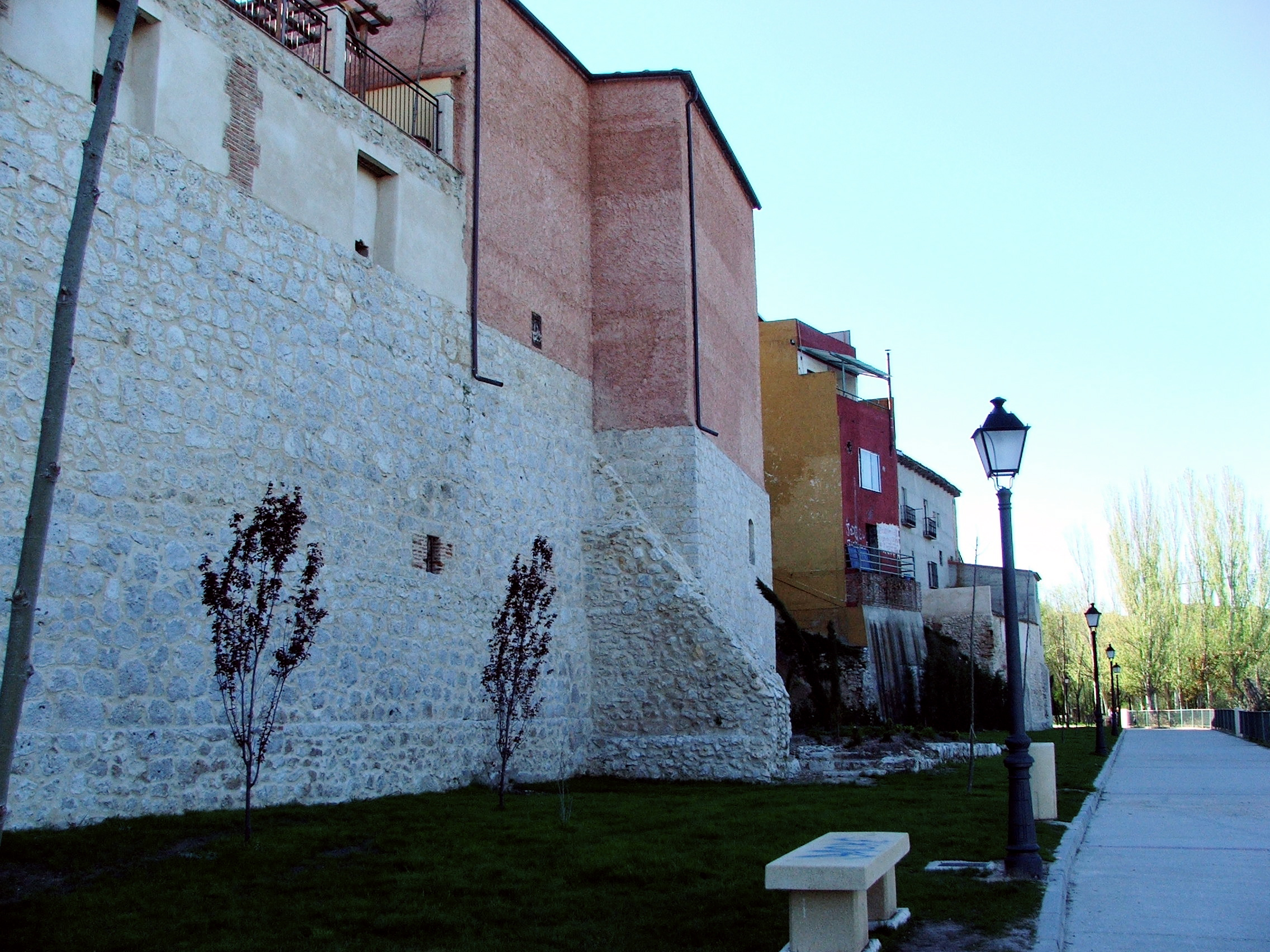